# Provincia de Santiago
La provincia de Santiago es una de las 6 provincias en las cuales se divide la Región Metropolitana de Santiago, en Chile, siendo la que alberga a la mayoría de la población de la región, como así también a 32 de las 37 comunas que conforman el Gran Santiago.
Es la provincia con más comunas de Chile.

## Historia
En el marco de la institución de un nuevo sistema de división política-administrativa en Chile durante el siglo XIX, son llamadas provincias a las intendencias de Santiago, Concepción, y de Coquimbo. Luego, son suprimidas, con la Constitución de 1822. El 30 de agosto de 1826, con la Leyes federales, se crea la Provincia de Santiago, juntos con otras 7 (Coquimbo, Aconcagua, Colchagua, Maule, Concepción, Valdivia y Chiloé).
En la Constitución de 1828, se establece de la división de Chile, en las mismas ocho provincias.
Con la Constitución de 1833, la división político administrativa es la siguiente;
En un primer nivel están las provincias, regidas por un intendente. Estas se dividían en departamentos, subdelegaciones y distritos. Para el caso de la provincia de Santiago los departamentos eran los siguientes: Santiago, La Victoria, Valparaíso, Casablanca, Melipilla y Rancagua.
En 1843, se crea la Provincia de Valparaíso, con el Departamento de Quillota de la Provincia de Aconcagua, y el Departamento de Valparaíso y el Departamento de Casablanca de la Provincia de Santiago.
El 10 de diciembre de 1883
, se crea la provincia de O'Higgins, a partir de la división del Departamento de Rancagua. A su vez, del Departamento de Rancagua se segregan 10 subdelegaciones que son traspasadas al Departamento de Melipilla. A principios del siglo XX, se crea el Departamento de San Antonio. Debido a la Constitución de 1925, se crea la Comuna, cuyo territorio equivale al de una subdelegación completa.
De acuerdo al DFL 8582 del 30 de diciembre de 1927 (D.O. 28.01.1928), en su artículo 1°, define la nueva provincia de Santiago y sus nuevos departamentos: Santiago, Melipilla y Maipo.
Después de varios ajustes, en los cuales se restituye el departamento de San Antonio y se crean el Departamento de San Bernardo, el Departamento de Puente Alto, el Departamento de Talagante y el Departamento de Presidente Aguirre Cerda.
Durante los años 1970, ya en el siglo XX, ocurre un nuevo cambio en la división política-administrativa del país, con la creación de las regiones. Se crea la Región Metropolitana de Santiago (regida por un intendente) y la actual provincia de Santiago, pasando Santiago a ser capital de las dos últimas. Se reforma el nivel provincial y el nivel comunal. Se suprimen los departamentos y distritos (estos últimos actualmente se utilizan por el INE como distritos censales para efectos de los censos).

## Estructura

### Comunas
La provincia de Santiago está integrada por 32 comunas de las 37 que conforman el Gran Santiago.
| Comuna                  | Área (km²) | Población (2002) | Densidad poblacional (km²) | Población (2017) | Densidad poblacional (km²) | Sitio web Municipalidad |
| ----------------------- | ---------- | ---------------- | -------------------------- | ---------------- | -------------------------- | ----------------------- |
| 1) Santiago (capital)   | 22,4       | 200 792          | 8 963,9                    | 404 495          | 18057,8                    | enlace                  |
| 2) Vitacura             | 28,3       | 81 499           | 2 879,8                    | 85 384           | 3017,1                     | enlace                  |
| 3) San Ramón            | 6,5        | 94 906           | 14 600,9                   | 82 900           | 12753,8                    | enlace                  |
| 4) San Miguel           | 9,5        | 78 872           | 8 302,3                    | 107 954          | 11363,5                    | enlace                  |
| 5) San Joaquín          | 9,7        | 97 625           | 10 064,4                   | 94 492           | 9741,4                     | enlace                  |
| 6) Renca                | 24,2       | 133 518          | 5 517,3                    | 147 151          | 6109,5                     | enlace                  |
| 7) Recoleta             | 16,2       | 148 220          | 9 149,4                    | 157 851          | 9743,8                     | enlace                  |
| 8) Quinta Normal        | 12,4       | 104 012          | 8 388,1                    | 110 026          | 8873,0                     | enlace                  |
| 9) Quilicura            | 57,5       | 126 518          | 2 200,3                    | 210 410          | 3659,3                     | enlace                  |
| 10) Pudahuel            | 197,4      | 195 653          | 991,1                      | 230 293          | 1166,6                     | enlace                  |
| 11) Providencia         | 14,4       | 120 874          | 8 394,0                    | 142 079          | 9866,5                     | enlace                  |
| 12) Peñalolén           | 54,2       | 216 060          | 3 986,3                    | 241 599          | 4457,5                     | enlace                  |
| 13) Pedro Aguirre Cerda | 9,7        | 114 560          | 11 810,3                   | 101 174          | 10430                      | enlace                  |
| 14) Ñuñoa               | 16,9       | 163 511          | 9 675,2                    | 287 237          | 16996,2                    | enlace                  |
| 15) Maipú               | 133,0      | 468 390          | 3 521,7                    | 521 627          | 3922,0                     | enlace                  |
| 16) Macul               | 12,9       | 112 535          | 8 723,6                    | 116 534          | 9033,6                     | enlace                  |
| 17) Lo Prado            | 6,7        | 104 316          | 15 569,6                   | 96 249           | 14448,3                    | enlace                  |
| 18) Lo Espejo           | 7,2        | 112 800          | 15 666,7                   | 98 804           | 13722,7                    | enlace                  |
| 19) Lo Barnechea        | 1023,7     | 74 749           | 73,0                       | 105 833          | 103,3                      | enlace                  |
| 20) Las Condes          | 99,4       | 249 893          | 2 514,0                    | 294 838          | 2966,1                     | enlace                  |
| 21) La Reina            | 23,4       | 96 762           | 4 135,1                    | 92 787           | 3965,2                     | enlace                  |
| 22) La Pintana          | 30,6       | 190 085          | 6 211,9                    | 177 335          | 5795,2                     | enlace                  |
| 23) La Granja           | 10,1       | 132 520          | 13 120,8                   | 116 571          | 11541,6                    | enlace                  |
| 24) La Florida          | 70,8       | 365 674          | 5 164,9                    | 366 916          | 5182,4                     | enlace                  |
| 25) La Cisterna         | 10,0       | 85 118           | 8 511,8                    | 90 119           | 9011,9                     | enlace                  |
| 26) Independencia       | 7,4        | 65 479           | 8 848,5                    | 100 281          | 13551,4                    | enlace                  |
| 27) Huechuraba          | 44,8       | 74 070           | 1 653,3                    | 98 671           | 2202,4                     | enlace                  |
| 28) Estación Central    | 14,1       | 130 394          | 9 247,8                    | 147 041          | 10428,4                    | enlace                  |
| 29) El Bosque           | 14,1       | 175 594          | 12 453,5                   | 162 505          | 11525,1                    | enlace                  |
| 30) Conchalí            | 10,7       | 133 256          | 11 884,8                   | 126 955          | 11864,9                    | enlace                  |
| 31) Cerro Navia         | 11,1       | 148 312          | 13 361,4                   | 132 622          | 11947,9                    | enlace                  |
| 32) Cerrillos           | 21,0       | 71 906           | 3 424,1                    | 80 832           | 3849,1                     | enlace                  |
| Total                   | 2030,3     | 4.302.983        | 2119,4                     | 5.329.565        | 2625,0                     | N/A                     |

## Autoridades
Como una provincia, Santiago es una división administrativa de segundo nivel de Chile. A diferencia de las otras provincias de Chile, las cuales eran regidas por un gobernador provincial designado por el presidente de Chile, en la provincia de Santiago los deberes de gobernador eran entregados legalmente al intendente regional, que también es designado por el presidente, ya que por ley ésta es la única provincia que no contempla el cargo de gobernador provincial.
En enero de 2001 fue creado el cargo de delegado provincial de Santiago, el cual ejerce las funciones de administración en nombre del intendente regional de Santiago, delegadas por él. En la práctica, este es un puesto meramente representativo de la figura del intendente y no constituye una autoridad provincial verdadera, al mismo nivel que los otros gobernadores.[cita requerida]

### Delegados provinciales de Santiago (2000-2021)
Los siguientes fueron los delegados provinciales de Santiago.
| Delegado(a)                  | Partido | Partido | Inicio              | Final               | Presidente(a) | Presidente(a)     |
| ---------------------------- | ------- | ------- | ------------------- | ------------------- | ------------- | ----------------- |
| Patricia Carrasco Landeros   |         | PRSD    | 11 de marzo de 2000 | 1 de enero de 2001  |               | Ricardo Lagos     |
| Paula Forttes Valdivia       |         | Ind.    | 1 de enero de 2001  | 2001                |               | Ricardo Lagos     |
| Graciela Arochas Felber      |         | Ind.    | 2001                | 2004                |               | Ricardo Lagos     |
| Carlos Zúñiga                |         | Ind.    | 2004                | 11 de marzo de 2006 |               | Ricardo Lagos     |
| Augusto Prado Sánchez        |         | PRSD    | 11 de marzo de 2006 | 21 de mayo de 2007  |               | Michelle Bachelet |
| Sergio Carrasco Labra        |         | PRSD    | 22 de mayo de 2007  | 11 de marzo de 2010 |               | Michelle Bachelet |
| María de la Paz Hiriart      |         | UDI     | 11 de marzo de 2010 | 11 de marzo de 2014 |               | Sebastián Piñera  |
| Salvador Delgadillo Bascuñán |         | PCCh    | 11 de marzo de 2014 | 18 de marzo de 2014 |               | Michelle Bachelet |
| Alamiro Cerda Marilaf        |         | PCCh    | 23 de mayo de 2014  | 5 de mayo de 2015   |               | Michelle Bachelet |
| Nelson Cornejo Neira         |         | PCCh    | 5 de mayo de 2015   | 11 de marzo de 2018 |               | Michelle Bachelet |
| Enrique Beltrán Navarrete    |         | RN      | 11 de marzo de 2018 | 14 de julio de 2021 |               | Sebastián Piñera  |

### Delegado presidencial provincial (Desde 2021)
Actualmente la provincia de Santiago no posee un delegado presidencial provincial. Con la nueva ley de descentralización, las gobernaciones de las capitales regionales se extinguen junto con las intendencias, generando una fusión en sus equipos de trabajo, pasando a conformar la Delegación Presidencial Regional, a cargo del Delegado presidencial de la Región Metropolitana de Santiago. Por lo cual no existe una Delegación presidencial provincial de Santiago.

## Relieve y clima

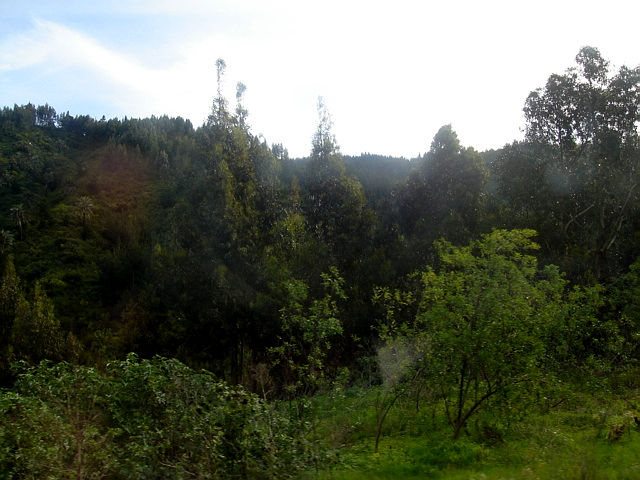
Entorno forestal de la Provincia

Casi la totalidad de la provincia se encuentra inmersa en una pradera llana extremadamente fértil que los chilenos denominan la Depresión intermedia. El terreno se caracteriza por su poca elevación con respecto al nivel del mar y por estar rodeado de cerros, como así también de los llamados cerros islas emergentes, como los cerros Santa Lucía (un antiquísimo volcán extinto), Blanco y Renca, hoy insertos en la ciudad de Santiago.
El clima de la Provincia de Santiago, y en general de la Región Metropolitana de Santiago es templado mediterráneo , del tipo llamado continental. Las precipitaciones se concentran en los meses de invierno, las que por lo general precipitan como nieve sobre los 1000 m ocasionalmente en los años más fríos sobre la ciudad de Santiago. El invierno tiende a ser frío y con frecuentes heladas en las que la temperatura baja de los 0 °C. Los meses de verano suelen ser secos y calurosos. La Cordillera de la Costa actúa como biombo climático y se opone a la propagación de la influencia marina, lo que exagera el grado de continentalidad del clima. Esta situación queda de manifiesto si se comparan las precipitaciones promedio de una localidad costera como Valparaíso (460 mm) con la de Santiago de Chile (360 mm).
Las precipitaciones medias anuales alcanzan en promedio los 367 mm. La temperatura media anual llega a los 13,5 °C, con una media máxima de 21 °C y una media mínima de 6 °C.

## Demografía

### Antecedentes históricos
Antes de la Conquista ibérica, la zona central de Chile se encontraba escasamente habitada por población indígena, los Picunches, la rama de los Mapuches que se asentó más al norte. La ocupación europea tuvo un impacto considerable en la población nativa, que sufrió una rápida y profunda desintegración.
Diversas causas explican lo anterior. Entre ellas, destaca la concesión de mercedes de tierra que la Corona hacía a los colonizadores peninsulares. Junto a ella, la instauración de un sistema de encomiendas, que solo fue abolido a fines del siglo XVIII, tuvo irreversibles consecuencias. Así primero significó la apropiación de suelos indígenas, y a través del segundo los españoles recibían grupos de aborígenes, quienes debían pagar tributo. Con el correr de los siglos, se fue generando en la Provincia, al igual que en todo el país una identidad de carácter predominantemente europea junto con atisbos de carácter nativo, dando paso así a un proceso de homogeneización de la población.

### Población
De acuerdo a los datos arrojados por el censo realizado el año 2002, la Provincia de Santiago contaba con 4.728.443 habitantes, de los cuales 2.244.497 son hombres y 2.483.946 mujeres, con un índice de masculinidad del 92,39%. La densidad de población es la más alta de todo Chile, con 2.304,83 hab/km², siendo la comuna más densamente poblada la de Lo Prado y la más populosa el suburbio capitalino de Maipú con 468.390 habitantes. El 98,92 % de la población es urbana. La tasa de crecimiento anual se calcula, para el año 2005, de un 0,9 %. La esperanza de vida es idéntica a la nacional: 80 años, 78 en el caso de los hombres y 82 en el caso de las mujeres, la tasa más alta de Latinoamérica.

## Economía

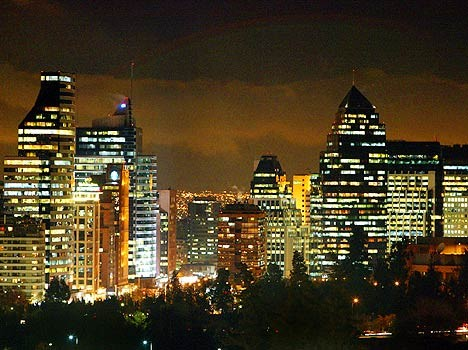
Vista nocturna de Santiago de Chile

La actividad económica de la Provincia de Santiago produce cerca del 30% del total del país, tanto por tener dentro de su área la capital del Estado como por su céntrica ubicación. El sector primario o agrícola representa menos del 3,5% de las actividades según el censo, cifra que se mantiene hasta la actualidad con ligeras variaciones. Las actividades secundarias o industriales, por su parte, hacen un aporte de un 21% al PIB regional. Por último, la contribución del sector terciario o de servicios al PIB regional fluctúa alrededor de un 76%.
La provincia destaca por su predominancia industrial y por sobre todo, de los servicios. La industria está muy diversificada y es junto con las regiones de Valparaíso y del Biobío uno de los tres núcleos industriales del país. Las industrias más destacadas son la de maquinaria y equipos electrónicos, industria del cuero, transformación de alimentos, química y metalurgia. El sector terciario o de servicios es el más importante con un porcentaje superior al 70%, cifra que se explica por las actividades de los rubros de electricidad, gas y agua, construcción, comercio, transporte y comunicaciones, servicios financieros, propiedad de vivienda, educación, salud, administración pública y otros.
En 2018, la cantidad de empresas registradas en la provincia de Santiago fue de 277.301. El Índice de Complejidad Económica (ECI) en el mismo año fue de 4,13, mientras que las actividades económicas con mayor índice de Ventaja Comparativa Revelada (RCA) fueron Conservador de Bienes Raíces (1,58), Servicio Notarial (1,58) y Extracción de Manganeso (1,58).

## Transportes y comunicaciones

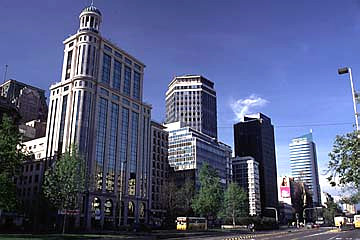
Alameda del Libertador Bernardo O'Higgins, principal arteria de la capital

Debido a que la Provincia de Santiago comprende en casi su totalidad a la ciudad de Santiago de Chile, la red de transporte terrestre es la que más descuella en el universo del transporte de la provincia.

### Autopistas urbanas
Otras vías de especial importancia en la Provincia son las Autopistas Urbanas de Santiago. A fines de 2004 comenzaron a operar las primeras vías concesionadas de Santiago. El cobro por el uso de estas vías se hace a través de cobro automático mediante un dispositivo electrónico denominado Televía o TAG que los automóviles deben portar para acceder y utilizar dichas vías.
Las autopistas concesionadas del Gran Santiago son:
- Autopista Central
- Autopista Costanera Norte
- Autopista Vespucio Norte Express
- Autopista Vespucio Sur
- Autopista Oriente

Las principales vías, en el sentido norte-sur, son:

#### Ruta 5(Autopista Central)
En esta provincia se da inicio a la medida kilométrica chilena de la carretera panamericana, cuyo Kilómetro Cero se localiza en la intersección de la céntrica Alameda del Libertador Bernardo O'Higgins y la Autopista Central, y se prolonga con calidad de pavimento superior y en doble y triple vía. También es llamada como Norte-Sur.

#### Ruta 68
Une Santiago con las ciudades de Valparaíso y Viña del Mar, y desde aquí a playas de veraneo en la Quinta Región. Además, da conexión a los poblados de Casablanca y Curacaví. Se prolonga por 115 kilómetros, con calidad de pavimento superior y en doble y triple vía.

#### Ruta 78 (Autopista del Sol)
Concesionada, une la ciudad de Santiago con San Antonio, y desde allí a las otras localidades del Litoral Central, como Llolleo, Cartagena, El Tabo, El Quisco y Algarrobo, además de conectar los centros poblados de Melipilla, Talagante, El Monte, Padre Hurtado y Peñaflor. Se prolonga por 110 kilómetros

#### Ruta G-21
Que une la ciudad de Santiago con el centro invernal de Farellones y Valle Nevado. Se prolonga por 40 km. La cual también llega a El Colorado y La Parva.

#### Ruta G-25
Que conecta Santiago y la comuna de Puente Alto con el Cajón del Maipo, hasta la localidad de El Volcán. Se prolonga por unos 70 km, con calidad de pavimento superior y doble calzada hasta el poblado de La Obra.

### Ferrocarriles
El ferrocarril también es un medio de locomoción utilizado para el transporte diario de pasajeros; es operado por la estatal EFE. Posee un tendido continuo entre las ciudades de Valparaíso, en la V Región de Valparaíso, y Puerto Montt, en la X Región de Los Lagos. Los trenes de cercanía Metrotrén conectan los suburbios extracapitalinos con Santiago de Chile. Otro medio de transporte importante en la ciudad es el Metro de Santiago. Con siete líneas operativas en la actualidad, transportan al día un promedio de un millón de personas, constituyéndose con ello en uno de los principales medios de locomoción del país. En un año el Metro transporta a un total de más de 360 millones de personas. Tanto el Metro de Santiago como el sistema de ferrocarril son considerados los más modernos de Latinoamérica.